# Vesvres-sous-Chalancey
Vesvres-sous-Chalancey là một xã thuộc tỉnh Haute-Marne trong vùng Grand Est đông bắc nước Pháp. Xã này nằm ở khu vực có độ cao trung bình 415 mét trên mực nước biển.